# PalaDozza

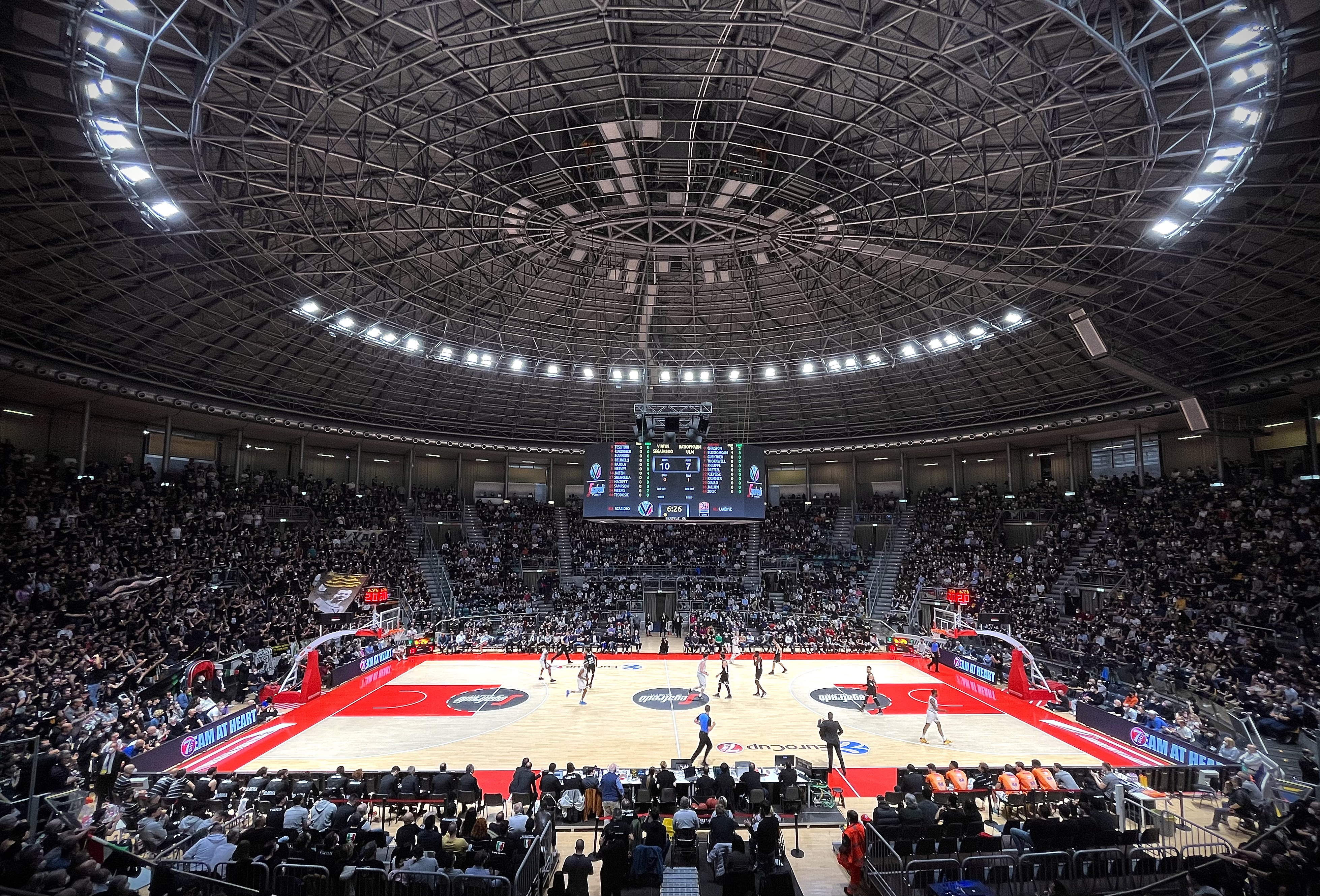
PalaDozza en 2022.

PalaDozza es un estadio deportivo interno que está localizado en Piazza Azzarita Manfredi 8, en Bolonia, Italia. La capacidad de asientos del estadio llega a 5721. El estadio fue inaugurado en 1956. En Italia, es frecuentemente apodado Il Madison. Es actualmente la casa de los equipos de baloncesto Virtus y Fortitudo Bologna.

## Historia
El estadio fue sede de la Cuarta Final de la Copa de Europa de FIBA de 1966, en la que el club italiano Simmenthal Milano, ganó la competencia, frente a una multitud de 8000 personas.
El Estadio Land Rover Arena era conocido anteriormente como PalaDozza, en honor al exalcalde de Bolonia. Esto fue antes de un acuerdo de derechos de nombre con el fabricante de automóviles británico Land Rover.